# Planalto Central do Brasil (relatório)
Planalto Central do Brasil é o livro que traz o Relatório da Comissão Exploradora do Planalto do Central, apresentado pelo chefe da comissão, Dr. Cruls, ao Ministro da Indústria, Viação e Obras Públicas do Brasil, em 1894, no Rio de Janeiro. Este livro faz parte da Coleção Documentos Brasileiros e foi editado em 1957, pela Livraria José Olympio Editora, na Rua do Ouvidor, 110, no Rio de Janeiro.

## Antes do Relatório
Em uma pequena nota à terceira edição do livro, lançada na década de cinquenta do século XX, o filho de Luís Cruls, Gastão Cruls, informa que ela foi antes submetida ao General Hastinfilo de Moura, discípulo de seu pai na Escola Superior de Guerra e único sobrevivente dos que participaram da Comissão Exploradora do Planalto Central do Brasil. Logo em seguida, essa terceira edição traz um testemunho de outubro de 1946 desse discípulo e companheiro de Luís Cruls, no qual defende veementemente os resultados obtidos pelos estudos da Comissão dizendo que a escolha de outro local para a construção de Brasília "fora dos limites traçados pela demarcação geodésica(...) imporá ao Brasil uma capital em inferioridade de condições".

### Escorço biobibliográfico
O livro traz uma ampla revisão dos principais trabalhos de Luís Cruls à frente do Observatório Nacional, assim como a relação de sua bibliografia científica.

## Relatório do chefe da comissão

### Histórico
Após um breve preâmbulo, o relatório traz um histórico da ideia de transferência da capital do Brasil:
- Artigo do jornal Correio Braziliense de 1808, redigido por J. da Costa Furtado de Mendonça.
- História do Brasil-Reino e Brasil-Império, de José de Melo Morais: proposta apresentada em sessão de 9 de outubro de 1821, no Palácio do Governo de São Paulo e aprovada no dia seguinte.
- História Geral do Brasil, tomo II, pág. 814, de Visconde de Porto Seguro.
- Em 1890 os membros da constituinte discutiram a questão da transferência da capital para o planalto central e lhe consagraram um artigo especial na nova Constituição do Brasil.
- Conforme determinação constitucional, o Congresso consignou verba para demarcação de 14.400 Km2 no planalto Central do Brasil.

Desse modo, o governo nomeou em 1891 a Comissão Exploradora do Planalto Central do Brasil.

### Instruções
Em 17 de maio de 1892 o ministro das Obras Públicas expediu a Luís Cruls as seguintes instruções:
"Em observância à disposição do art. 3o. da Constituição Federal, e para dar cumprimento à resolução do Congresso Nacional que consignou na lei do orçamento em vigor a verba destinada à exploração do planalto central da República e demarcação da área, que tem de ser ocupada pela futura capital dos Estados Unidos do Brasil, é nesta data nomeada a Comissão encarregada de tais trabalhos, cuja direção é confiada ao vosso conhecido zelo e provada competência.
No desempenho de tão importante missão deveis proceder aos estudos indispensáveis ao conhecimento exato da posição astronômica da área a demarcar, da orografia, hidrografia, condições climatológicas e higiênicas, natureza do terreno, quantidade e qualidade das águas que devem ser utilizadas para o abastecimento, materiais de construção, riqueza florestal, etc. da região explorada e tudo mais que diretamente se ligue ao assunto que constitui o objeto de vossa missão.
No decurso de tais trabalhos e tanto quanto possível, podereis realizar não só os estudos que julgardes de vantagem e utilidade para o mais completo desempenho do vosso encargo, mas ainda os que possam concorrer para a determinação de dados de valor científico com relação a essa parte ainda pouco explorada do Brasil.
Da inclusa cópia da portaria dessa data consta o pessoal que faz parte da referida Comissão.
Saúde e fraternidade _ Antão Gonçalves de Faria.

#### Membros da Comissão
- Luís Cruls, Chefe;

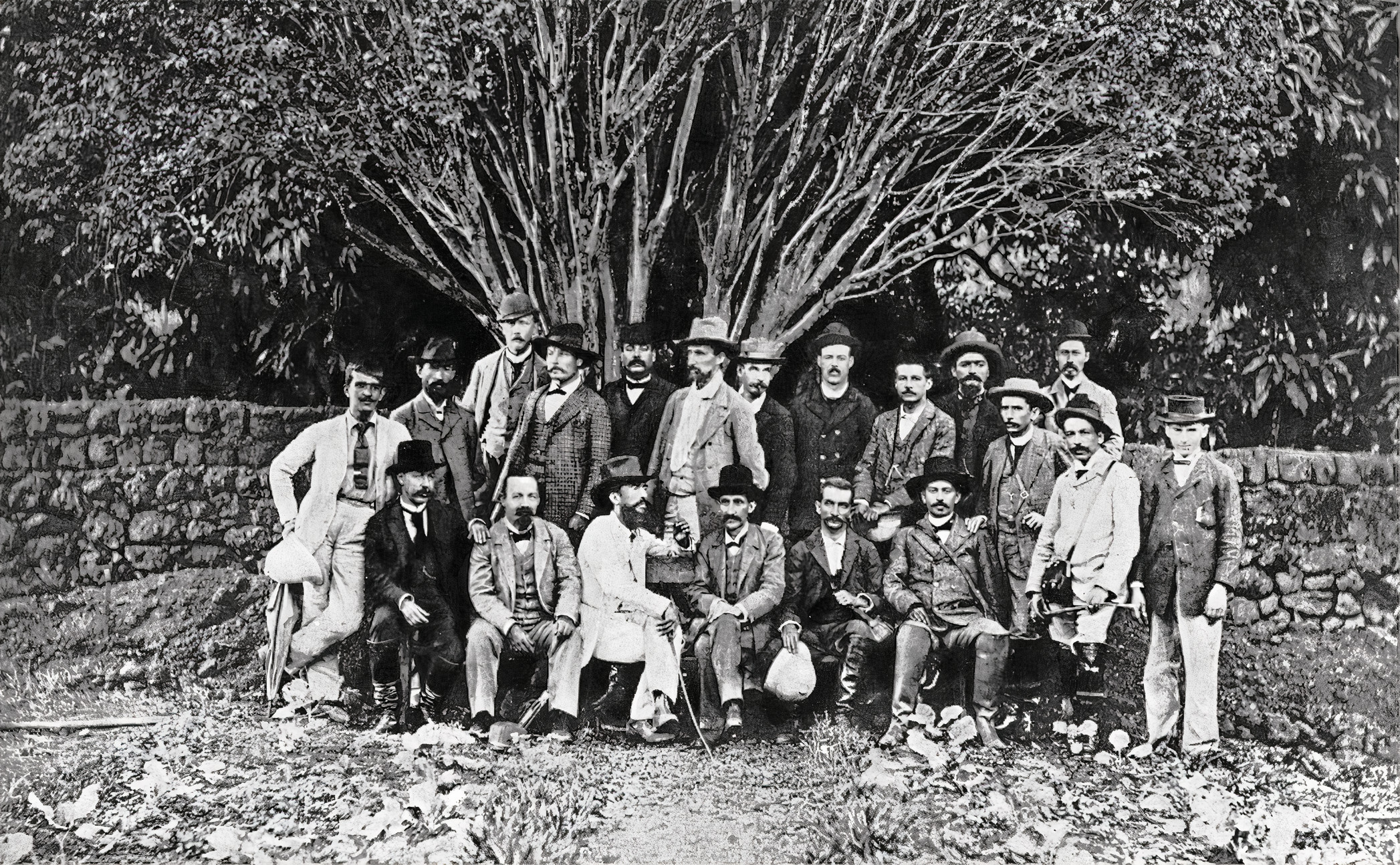
Membros da Comissão Exploradora do Planalto Central, para a delimitação da área da futura Brasília, 1894. Fotografia tirada em 1892 em Pirenópolis, na Casa onde ficaram na Rua Direita.

- Julião de Oliveira Lacaille, Astrônomo;
- Henrique Morize, Astrônomo;
- Antônio Martins de Azevedo Pimentel, Médico higienista;
- Pedro Gouveia, Médico;
- Celestino Alves Bastos, Ajudante;
- Augusto Tasso Fragoso, Ajudante e secretário;
- Hastímphilo de Moura, Ajudante;
- Alípio Gama, Ajudante;
- Antônio Cavalcanti de Albuquerque, Ajudante;
- Alfredo José Abrantes, Farmacêutico;
- Eugênio Hussak, Geólogo;
- Ernesto Ule, Botânico;
- Felissíssimo do Espírito Santo, Auxiliar;
- Antônio Jacinto de Araujo Costa, Auxiliar;
- José de Azevedo Peres Cuiabá, Auxiliar;
- José Paulo de Melo, Auxiliar;
- Eduardo Chartier, Mecânico;
- Francisco Souto, Ajudante-mecânico;
- Pedro Carolino Pinto de Almeida, Comandante do contingente;
- Joaquim Rodrigues de Siqueira Jardim, Alferes;
- Henrique Silva, Alferes.

### Material
O material destinado à realização dos trabalhos da Comissão pesando 9.640 kg foi acondicionado em 206 caixas, transportadas primeiro do Rio de Janeiro até Uberaba por trem e depois em animais cargueiros. Além de uma coleção de aparelhos mecânicos para concerto de instrumentos em caso de acidentes, barracas, mantimentos e armas, o material era composto de:
- Círculo meridiano
- Teodolitos
- Sextantes
- Micrômetro de Lugeol
- Lunetas astronômicas
- Heliotrópios
- Cronômetros e relógios
- Barômetro de Fortin
- Aneróides
- Bússolas
- Podômetros
- instrumentos meteorológicos
- equipamentos fotográficos

### De Uberaba a Pirenópolis
A comissão partiu do Rio de Janeiro para Uberaba no dia 9 de junho de 1892 e no dia 29 partiram para Pirenópolis, onde chegaram no dia primeiro de agosto, tendo passado pelas cidades de Catalão, Entre-Rios (atual Ipameri) e Bonfim sempre fazendo medições e determinações das latitudes astronômicas em cada abarracamento com o sextante.
Em 11 de julho atravessaram de lanchão o Rio Paranaíba, divisa de Minas Gerais e Goiás, num local chamado Porto Velho. A Comissão chegou em Catalão no dia 14 de julho. Segundo relatório, essa foi a região em que registraram temperaturas mais baixas, chegando a -2,1 о.
Em 19 de julho atravessaram o Rio Veríssimo, afluente do Paranaíba, que media 115 metros de largura.

### De Pirenópolis a Formosa
De Pirenópolis a Formosa, a comissão foi dividida fazendo o percurso por dois caminhos diferentes, uma turma indo diretamente de Pirenópolis para Formosa e outra segunda turma passando por Corumbá, Santa Luzia e Mestre D'Armas.
Essa segunda turma recebeu em 12 de agosto de 1892 instruções detalhadas sobre tarefas a realizar, tais como determinação de longitude e latitude, observações astronômicas, volume de águas dos rios, entre eles o Rio do Ouro, Rio Areias, Monte Claro, Saia Velha, Torto, Sobradinho e Paranoá. A distância entre Pirenópolis e Formosa foi estimada em 200 km e calculou-se que essa segunda turma estaria no destino em 1° de setembro.

## Resumo do relatório de 1896
Uma segunda viagem exploratória foi realizada entre 1894 e 1895, sob chefia de Luís Cruls.